# Copa Libertadores 1960
Copa de Campeones de América 1960 là mùa giải đầu tiên của Copa Libertadores, giải đấu hàng đầu dành cho các câu lạc bộ của các quốc gia thuộc Liên đoàn bóng đá Nam Mỹ. Đã có 7 câu lạc bộ của liên đoàn tham dự, còn 3 quốc gia không cử đại diện tham dự. Trận đấu đầu tiên của giải đấu đã diễn ra giữa Peñarol của Urugoay và Jorge Wilstermann của Bolivia vào ngày 19 tháng 4 tại Montevideo, Uruguay.
Trong trận đấu đó, Ausberto García của Jorge Wilstermann đã trở thành cầu thủ đầu tiên chạm bóng, tiền đề để đưa nó trở thành một trong những giải đấu danh giá nhất thế giới. Carlos Borges của Peñarol đã ghi bàn thắng đầu tiên của giải đấu, cùng với người đồng đội và huyền thoại bóng đá Alberto Spencer là người lập hat-trick đầu tiên.
Peñarol cuối cùng trở thành nhà vô địch đầu tiên sau khi đánh bại Olimpia trong trận chung kết. Với kết quả tiếp theo trong các năm sau này, Peñarol trở thành câu lạc bộ thành công nhất giải đấu cho đến năm 1973.

## Bối cảnh
CONMEBOL, cơ quan quản lý thể thao ở Nam Mỹ được thành lập vào năm 1916, nhưng trong 43 năm đầu tiên hoạt động, các liên đoàn thành viên chỉ tổ chức các trận giao hữu với nhau và không có giải thưởng nào. Tuy nhiên vào năm 1958, José Ramos de Freitas là chủ tịch liên đoàn bắt đầu một giải đấu dành cho tất cả các nhà vô địch ở các quốc gia của lục địa, với một chiếc cúp được trao cho nhà vô địch. Giải các đội vô địch Nam Mỹ là nguồn cảm hứng cho những ý tưởng hình thành và phát triển. Mặc dù tất cả các nhà vô địch của các hiệp hội quốc gia thành viên đều đủ điều kiện tham gia nhưng giải đấu được tổ chức lần đầu tiên chỉ có 7 đội tham dự: Bahia của Brazil, Jorge Wilstermann của Bolivia, Millonarios của Colombia, Olimpia của Paraguay, Peñarol của Uruguay, San Lorenzo của Argentina và Universidad de Chile của Chile. Peru và Venezuela đã không cử đại diện vô địch giải đấu quốc gia tương ứng của họ tham dự do giải đấu lúc này thiếu được quan tâm từ Peru và Venezuela còn Ecuador không giải vô địch quốc gia để cử đại diện. Mùa đầu tiên của Copa de Campeones đã không gây được tiếng vang lớn đối với báo chí, đặc biệt là ở các quốc gia vành đai Thái Bình Dương, Brazil và Argentina.

## Các đội tham dự
| Liên đoàn        | Câu lạc bộ             | Giai đoạn bắt đầu | Tư cách tham dự                                      |
| ---------------- | ---------------------- | ----------------- | ---------------------------------------------------- |
| Argentina 1 suất | San Lorenzo de Almagro | Vòng sơ bộ        | Vô địch Giải bóng đá vô địch quốc gia Argentina 1959 |
| Bolivia 1 suất   | Jorge Wilstermann      | Vòng sơ bộ        | Vô địch Giải bóng đá vô địch quốc gia Bolivia 1959   |
| Brazil 1 suất    | Bahia                  | Vòng sơ bộ        | Vô địch Taça Brasil 1959                             |
| Chile 1 suất     | Universidad de Chile   | Vòng sơ bộ        | Vô địch Giải bóng đá vô địch quốc gia Chile 1959     |
| Colombia 1 suất  | Millonarios            | Vòng sơ bộ        | Vô địch Campeonato Profesional 1959                  |
| Ecuador[ECU]     |                        |                   |                                                      |
| Paraguay 1 suất  | Olimpia                | Bán kết           | Vô địch Giải bóng đá vô địch quốc gia Paraguay 1959  |
| Peru[PER]        |                        |                   |                                                      |
| Uruguay 1 suất   | Peñarol                | Vòng sơ bộ        | Vô địch Giải bóng đá vô địch quốc gia Uruguay 1959   |
| Venezuela[VEN]   |                        |                   |                                                      |

Ghi chú
1. Ecuador (ECU):
  - Ecuador đã không cử đội đại diện tham dự do họ không có giải vô địch quốc gia vào năm 1959.
2. Peru (PER):
  - Universitario (vô địch Giải bóng đá vô địch quốc gia Peru 1959) đã không được đưa đi tham dự do Liên đoàn bóng đá Peru thiếu quan tâm tới giải đấu này.
3. Venezuela (VEN):
  - Español de Venezuela (vô địch Giải bóng đá vô địch quốc gia Venezuela 1959) đã không được đưa đi tham dự do Liên đoàn bóng đá Venezuela thiếu quan tâm tới giải đấu này.

## Tổ chức
Có 6 đội bóng tham dự vòng sơ bộ được chia thành 3 bảng, mỗi bảng có hai đại diện. Thắng được hai điểm, hòa được một điểm và thua không được điểm nào. Đội có nhiều điểm nhất sau hai lượt đấu ở trên sân nhà và sân khách sẽ được tiến vào giai đoạn vòng bán kết. Nếu các đội bằng điểm thì hiệu số bàn thắng bại sẽ trở thành yếu tố quyết định. Một trận playoff sẽ được diễn ra trong trường hợp các đội có cả hiệu số bằng nhau. Giải pháp cuối cùng chính là loạt thi đấu luân lưu.

## Vòng sơ bộ
Do có số lượng các đội tham dự khó để sắp xếp nên Olimpia đã được đặc cách vào vòng bán kết mà không phải thi đấu vòng sơ bộ (do đối thủ của họ ở vòng sơ bộ là Universitario của Peru đã không tham dự giải). Loạt trận đấu giữa San Lorenzo de Almagro và Bahia đã kết thúc với tỷ số hòa và được quyết định bởi hiệu số bàn thắng bại, cuối cùng người Argentina vào bán kết. Peñarol và Millonarios là hai đội cuối cùng vào bán kết sau khi giành chiến thắng thuyết phục trước Jorge Wilstermann và Universidad de Chile.
Có rất nhiều thông tin công khai ở Montevideo khi nhà vô địch Bolivia là Jorge Wilstermann đã tới địa điểm tổ chức trước bốn ngày diễn ra trận đấu lịch sử, trận đầu tiên của giải. Không giống như những gì diễn ra ở 5 quốc gia tham dự còn lại, giải đấu đã được rất nhiều phương tiện truyền thông Uruguay đưa tin. Chủ tịch Liên đoàn bóng đá Bolivia Valera Cámara đã đến Montevideo trước 9 ngày để chuẩn bị tất cả các khâu cho câu lạc bộ bóng đá đại diện của nước nhà. Ông cũng đã sử dụng dịp này để quảng bá cho Campeonato Sudamericano mà Bolivia là chủ nhà vào năm 1961 (cuối cùng giải lùi lại tổ chức vào năm 1963) và để xác nhận trận đấu mà Bolivia gặp Uruguay ở vòng loại của các Giải vô địch bóng đá thế giới 1962 được tổ chức tại Chile. Pablo Pérez Estrada, chủ tịch của Jorge Wilstermann đã đến vào ngày 13 tháng 4.
Tạp chí Estadio de Chile năm 1972 tiết lộ việc bị loại nhục nhã của Universidad de Chile là do đội bóng đã kiệt sức. Tờ báo này đề cập rằng thời điểm đó sự quan tâm của các nhà điều hành La U là đưa nhà vô địch Chile lưu đấu dài ngày ở châu Âu, và khi họ trở lại Nam Mỹ thì một số trận giao hữu nhỏ sẽ được tổ chức ở Trung Mỹ. Báo chí Chile chỉ trích nặng nề trận thua 0-6 ở Santiago, họ gọi Universidad de Chile là "đội khách du lịch" và thậm chí còn cho ra một bộ phim hoạt hình nhằm ám chỉ.

### Nhóm 1
| Câu lạc bộ             | Pld | W | D | L | GF | GA | GD | Pts |
| ---------------------- | --- | - | - | - | -- | -- | -- | --- |
| San Lorenzo de Almagro | 2   | 1 | 0 | 1 | 5  | 3  | +2 | 2   |
| Bahia                  | 2   | 1 | 0 | 1 | 3  | 5  | −2 | 2   |

| San Lorenzo de Almagro    | 3 – 0 | Bahia |
| ------------------------- | ----- | ----- |
| Rossi · Ruiz · Sanfilippo |       |       |

| Bahia                     | 3 – 2 | San Lorenzo de Almagro |
| ------------------------- | ----- | ---------------------- |
| Carlito · Flavio · Marito |       | Sanfilippo             |

### Nhóm 2
| Câu lạc bộ        | Pld | W | D | L | GF | GA | GD | Pts |
| ----------------- | --- | - | - | - | -- | -- | -- | --- |
| Peñarol           | 2   | 1 | 1 | 0 | 8  | 2  | +6 | 3   |
| Jorge Wilstermann | 2   | 0 | 1 | 1 | 2  | 8  | −6 | 1   |

| Peñarol                                                    | 7 – 1 | Jorge Wilstermann |
| ---------------------------------------------------------- | ----- | ----------------- |
| Borges 13', 27' · Spencer 35', 58', 67', 90' · Cubilla 20' |       | 49' Alcócer       |

| Jorge Wilstermann | 1 – 1 | Peñarol     |
| ----------------- | ----- | ----------- |
| García 55'        |       | 43' Cubilla |

### Nhóm 3
| Câu lạc bộ           | Pld | W | D | L | GF | GA | GD | Pts |
| -------------------- | --- | - | - | - | -- | -- | -- | --- |
| Millonarios          | 2   | 2 | 0 | 0 | 7  | 0  | +7 | 4   |
| Universidad de Chile | 2   | 0 | 0 | 2 | 0  | 7  | −7 | 0   |

| Universidad de Chile | 0 – 6 | Millonarios                                                   |
| -------------------- | ----- | ------------------------------------------------------------- |
|                      |       | Pizarro 4', 82' · Klinger 14', 68' · Micheli 54' · Larraz 71' |

| Millonarios | 1 – 0 | Universidad de Chile |
| ----------- | ----- | -------------------- |
| Micheli     |       |                      |

## Bán kết
Tất cả các trận đấu từ giai đoạn này của giải đều có kết quả hòa trừ hai trận. Cả hai trận đấu bán kết 1 đã kết thúc với tỷ số hòa và do đó nó đã phải phân định thắng thua bằng một trận play-off trên sân trung lập. Chile đã được chọn là địa điểm diễn ra một trận play-off nhưng Trận động đất Valdivia 1960 đã khiến ban tổ chức buộc phải rời địa điểm. Peñarol không chấp nhận trận playoff được tổ chức ở Asunción. Tuy nhiên, San Lorenzo đã chấp nhận một trận play-off diễn ra ngay trên sân nhà của Peñarol, đổi lại họ có 100.000 đôla. José Sanfilippo sau đó hồi tưởng:
| “ | Với việc vị trí được ban giám đốc điều hành của chúng tôi lựa chọn ở trận thứ ba trên đất Uruguay, Nene nói "Tôi đã nói với họ (những người điều hành San Lorenzo) là không! Chơi lại ở Montevideo giống như đi vào miệng sư tử", nhưng họ đã không nghe tôi và chấp nhận lời đề nghị. Mục tiêu đầu tiên của họ là cá hồi. Nói một cách thẳng thắn, chúng tôi đã bị lừa. Người Uruguay nghĩ: "Nếu những kẻ ngốc này chấp nhận chơi ở Centenario, thì chúng ta không thể dễ dàng với họ". Và sau đó, trọng tài người Paraguay Dimas Larrosa đã làm mọi thứ chống lại chúng tôi. Trước đây, người cầm còi thường chiến thắng và nhờ vào ban lãnh đạo tồi tệ của chúng tôi, chúng tôi không được gì. Thực tế là trận đấu đã được trao cho họ bởi một vài đồng đôla Mỹ." | ” |

Olimpia bảo đảm vị trí á quân của họ bằng cách đánh bại Millonario ở trận bán kết 2.

### Bán kết 1
| Câu lạc bộ             | Pld | W | D | L | GF | GA | GD | Pts |
| ---------------------- | --- | - | - | - | -- | -- | -- | --- |
| Peñarol                | 2   | 0 | 2 | 0 | 1  | 1  | 0  | 2   |
| San Lorenzo de Almagro | 2   | 0 | 2 | 0 | 1  | 1  | 0  | 2   |

| Peñarol    | 1 – 1 | San Lorenzo de Almagro |
| ---------- | ----- | ---------------------- |
| Linazza 2' |       | 18' Boggio             |

| San Lorenzo de Almagro | 0 – 0 | Peñarol |
| ---------------------- | ----- | ------- |
|                        |       |         |

| Peñarol          | 2 – 1 | San Lorenzo de Almagro |
| ---------------- | ----- | ---------------------- |
| Spencer 61', 89' |       | 86' Sanfilippo         |

### Bán kết 2
| Câu lạc bộ  | Pld | W | D | L | GF | GA | GD | Pts |
| ----------- | --- | - | - | - | -- | -- | -- | --- |
| Olimpia     | 2   | 1 | 1 | 0 | 5  | 1  | +4 | 3   |
| Millonarios | 2   | 0 | 1 | 1 | 1  | 5  | −4 | 1   |

| Millonarios | 0 – 0 | Olimpia |
| ----------- | ----- | ------- |
|             |       |         |

| Olimpia                                                            | 5 – 1 | Millonarios |
| ------------------------------------------------------------------ | ----- | ----------- |
| Doldán 15', 88' · Melgarejo 43' · Noriega 53' (l.n.) · Recalde 62' |       | Pizarro 70' |

## Chung kết
Trận chung kết giữa Peñarol và Olimpia diễn ra theo thể thức hai lượt. Trận lượt đi diễn ra tại Sân vận động Centenario tại Montevideo trong đó Manyas giành chiến thắng 1–0 nhờ pha ghi bàn của Alberto Spencer vào cuối trận đấu.Trận lượt về đã diễn ra tại Sân vận động Manuel Ferreira tại Asunción. Olimpia đang dẫn 1–0 trong phần lớn trận đấu, nhưng Luis Cubilla đã ghi bàn gỡ hòa chỉ sau sáu phút vào sân giúp Peñarol dành chức vô địch lần đầu tiên.
| Câu lạc bộ | Pld | W | D | L | GF | GA | GD | Pts |
| ---------- | --- | - | - | - | -- | -- | -- | --- |
| Peñarol    | 2   | 1 | 1 | 0 | 2  | 1  | +1 | 3   |
| Olimpia    | 2   | 0 | 1 | 1 | 1  | 2  | −1 | 1   |

| Peñarol     | 1 – 0 | Olimpia |
| ----------- | ----- | ------- |
| Spencer 79' |       |         |

| Olimpia     | 1 – 1 | Peñarol     |
| ----------- | ----- | ----------- |
| Recalde 28' |       | 83' Cubilla |

### Vô địch
| Vô địch Copa Libertadores de América 1960 |
| ----------------------------------------- |
| Peñarol Lần thứ nhất                      |

## Top ghi bàn
| Hạng | Cầu thủ          | Câu lạc bộ             | Bàn thắng |
| ---- | ---------------- | ---------------------- | --------- |
| 1    | Alberto Spencer  | Peñarol                | 7         |
| 2    | Rubén Pizarro    | Millonarios            | 4         |
| 2    | José Sanfilippo  | San Lorenzo de Almagro | 4         |
| 4    | Luis Cubilla     | Peñarol                | 3         |
| 5    | Carlos Borges    | Peñarol                | 2         |
| 5    | Luis Doldán      | Olimpia                | 2         |
| 5    | Marino Klinger   | Millonarios            | 2         |
| 5    | Hipólito Recalde | Olimpia                | 2         |